# Turiz
Turiz es una freguesia portuguesa del concelho de Vila Verde, con 3,00 km² de superficie y 1.385 habitantes (2001). Su densidad de población es de 461,7 hab/km².